# Timbersound
Timbersound fue un grupo de Noruega encabezado por Magne Furuholmen (teclista de a-ha) y completado por Kjetil Bjerkestrand. A partir del segundo álbum el duó contó con la colaboración del cantante sueco Freddie Wadling. La agrupación no tuvo una vida demasiado longeva. Como curiosidad, el grupo nunca ha usado dicho nombre en ninguno de sus lanzamientos, poniendo directamente los nombres de los creadores de cada álbum (que varía).

## Historia
El grupo se formó en 1994 tras la separación del trío a-ha. Timbersound se dedicó en exclusiva a la composición de bandas sonoras.
Su primer trabajo salió en 1994 y fue la banda sonora para la película noruega Ti Kniver I Hjertet (en inglés, Cross My Heart and Hope to Die). 
Su segundo trabajo llegó en 1997 para la banda sonora de la miniserie de televisión noruega Hotel Oslo. En este álbum contaron, por primera vez, con la colaboración de Freddie Wadling que prestó su voz para varias canciones del álbum. Destaca la canción "We'll Never Speak Again", un dueto entre Wadling y la cantante Anneli Drecker, lanzado como sencillo y que posteriormente, en 2008, fue versionada por Morten Harket para su álbum Letter from Egypt. Hotel Oslo hizo a Magne y Kjetil ganadores del premio Edvard Prisen el 24 de mayo de 1998 recibido en Oslo.
Su último trabajo fue lanzado en 1998 y fue la banda sonora para la película 1732 Høtten (en inglés, Bloody Angels) que destaca por ser el único álbum que cuenta con edición limitada, con carátulas diseñadas por el propio Magne.
La disolución del grupo llegó con la reagrupación de a-ha en 1998. Desde entonces Kjetil ha colaborado con a-ha y Morten Harket como solista. Magne realizaría una cuarta banda sonora para la película Øyenstikker en 2001 pero fuera de Timbersound, pese a contar con la colaboración de Kjetil.

## Discografía
Timbersound lanzó un total de tres álbumes y cuatro sencillos.
| Año  | Álbum               | Sencillos                                                       | Discográfica          |
| ---- | ------------------- | --------------------------------------------------------------- | --------------------- |
| 1994 | Ti Kniver I Hjertet | "Ti Kniver I Hjertet (Ottos Tema)" (1994)                       | WEA                   |
| 1997 | Hotel Oslo          | "In the Hands of Fools" (1996) "We'll Never Speak Again" (1997) | Norsk Plateproduksjon |
| 1998 | Hermetic            | "Wash Her off Your Hands" (1998)                                | Rune Grammofon        |